# Веденькіно
Веде́нькіно (рос. Веденькино, марій. Веденкан) — присілок у складі Новотор'яльського району Марій Ел, Росія. Входить до складу Чуксолинського сільського поселення.

## Населення
Населення — 35 осіб (2010; 49 у 2002).
Національний склад (станом на 2002 рік):
- марі — 90 %